# Gilbert Jean-Baptiste
Gilbert Jean-Baptiste (19 febbraio 1973) è un ex calciatore haitiano, di ruolo difensore.

## Carriera

### Club
Ha cominciato a giocare nel Mercer CC Vikings. Nel 1996 è passato al SCSU Fighting Owls. Nel 1999 si è trasferito al Charleston Battery. Nel 2002 è stato acquistato dall'Atlanta Silverbacks.

### Nazionale
Ha debuttato in Nazionale nel 1992. Ha partecipato, con la Nazionale, alla CONCACAF Gold Cup 2000 e alla CONCACAF Gold Cup 2002.